# Sericomyrmex
Sericomyrmex Mayr, 1865 è un genere di formiche della sottofamiglia Myrmicinae specializzate nella coltivazione di funghi.

## Distribuzione e habitat
Il genere è diffuso principalmente in centro e sud America (Nicaragua, Brasile, Guatemala, Perù, Bolivia, Paraguay, Costa Rica, Honduras, Colombia).

## Tassonomia
Il genere comprende 11 specie
- Sericomyrmex amabilis Wheeler, 1925
- Sericomyrmex bondari Borgmeier, 1937
- Sericomyrmex lutzi Wheeler, 1916
- Sericomyrmex maravalhas Jesovnik & Schultz, 2017
- Sericomyrmex mayri Forel, 1912
- Sericomyrmex opacus Mayr, 1865
- Sericomyrmex parvulus Forel, 1912
- Sericomyrmex radioheadi Jesovnik & Schultz, 2017
- Sericomyrmex saramama Jesovnik & Schultz, 2017
- Sericomyrmex saussurei Emery, 1894
- Sericomyrmex scrobifer Forel, 1911